# Canal de la Mancha

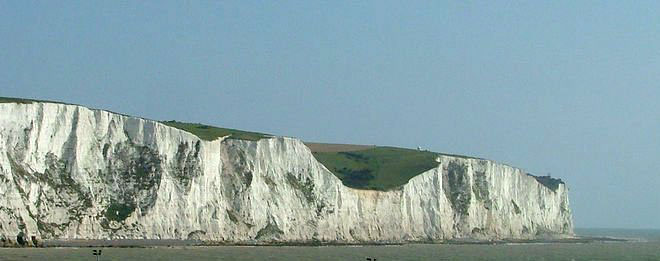
Acantilados blancos de Dover (White cliffs of Dover).

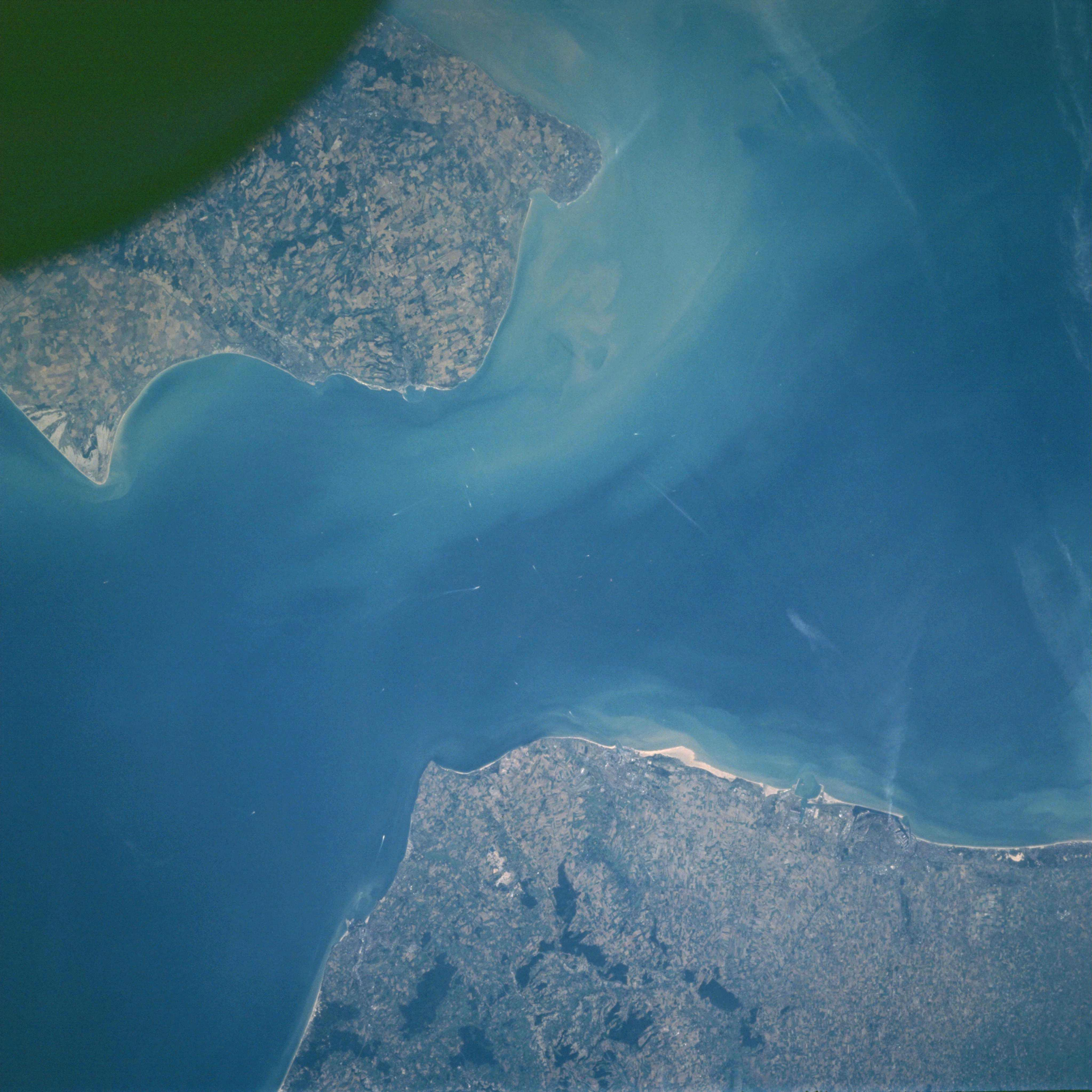
Vista de satélite del paso de Calais.

El canal de la Mancha (en inglés: English Channel, literalmente «Canal Inglés»; en francés: La Manche, «La Manga») es el brazo de mar del océano Atlántico que lo comunica con el mar del Norte, al oeste de Europa, y separa el noroeste de Francia de la isla de Gran Bretaña. 
El canal tiene una longitud de 560 km aproximadamente y su anchura varía entre 240 km y 33,3 km (en su parte más estrecha en el estrecho de Dover o paso de Calais entre Dover y el cabo Gris-Nez). Es el más pequeño de los mares superficiales de la plataforma continental de Europa y ocupa una superficie de 75 000 km² aproximadamente.
En el estrecho, cerca de las costas francesas, existen unas islas llamadas Islas del Canal, pertenecientes a la Corona británica. La isla de Ouessant marca el extremo occidental del canal. La península de Cotentin destaca dentro del canal.

## Denominación
La denominación en español (también utilizada en portugués) es un calco semántico del nombre francés La Manche, cuyo significado es La Manga. El origen viene de la similitud del estrecho con la forma de la parte de la camisa dentro de la cual se mete el brazo.

## Delimitación de la Organización Hidrográfica Internacional
La máxima autoridad internacional en materia de delimitación de mares a efectos marítimos, la Organización Hidrográfica Internacional (OHI), considera el canal de la Mancha como un mar. En su publicación de referencia mundial Limits of oceans and seas (Límites de océanos y mares, 3.ª edición de 1953) le asigna el número de identificación 4 (English Channel) y define sus límites de la forma siguiente:

En el oeste. Una línea que une isla Vierge (48°38'23" N 4°34'13" O) con Land's End (50°04' N 5°43' W).
En el este. El límite suroeste del mar del Norte. [Una línea que une el faro de Walde (Francia, 1°55'E) y la punta Leathercoat (Inglaterra, 51°10'N).].
Limits of oceans and seas, pág. 10.

## Formación del canal
Antes del final de la última Edad de hielo, hace unos 10 000 años, el conjunto de las islas británicas formaba parte del continente europeo.
Al retirarse el hielo, se formó un gran lago en la parte sureste del actual mar del Norte. Un pequeño estrecho comunicaba el lago con el océano Atlántico en la región de Dover y Calais.
Alrededor del 6500 a. C. una fuerte erosión barrió el trozo para crear definitivamente el canal de la Mancha. Desde entonces, la acción de las olas sobre las costas ha aumentado la anchura del estrecho, un efecto que continúa hoy. En el canal de La Mancha tienen lugar las mayores mareas del mundo, que se aprecian de manera espectacular en la bahía del Monte Saint-Michel.

## Importancia histórica
El canal y sus acantilados siempre han sido las mejores defensas de Gran Bretaña: por una parte, le han permitido intervenir y, por otra, evitar posibles amenazas en conflictos europeos. Impidieron a Napoleón y a Hitler que invadieran el país.
Sin embargo, se han sucedido muchas invasiones (o intentos), como la conquista romana de Inglaterra, primero por Julio César y luego de Claudio, la conquista anglosajona de Inglaterra, la conquista normanda tanto de Normandía como de Inglaterra, la Armada Invencible contra Inglaterra o el desembarco de Normandía en Francia. También ha sido escenario de muchas batallas navales, como la batalla de Portland, la batalla de La Houge y el encuentro entre el USS Kearsarge y el CSS Alabama.
A la vez, el canal ha servido como vínculo común cultural y político, desde las sociedades celtas, la cultura del Imperio romano, la fundación de Bretaña por colonos procedentes de Gran Bretaña hasta el Estado anglonormando.
El comercio por el canal ha sido otro elemento importante para las sociedades de ambas orillas desde tiempos prehistóricos. Producto de ello hay un gran número de puertos de importancia en ambos países en el estrecho:
Reino Unido:
- Dover
- Southampton
- Portsmouth

Francia:
- Le Havre
- Calais
- Dieppe
- Cherbourg

Rutas importantes de transbordadores:
- Dover-Calais
- Newhaven-Dieppe
- Portsmouth-Caen
- Portsmouth-Cherbourg
- Portsmouth-Le Havre
- Poole-Saint Malo
- Weymouth-Saint Malo
- Plymouth-Roscoff

Los centros turísticos de la costa, como Brighton, Bournemouth, Monte Saint-Michel y Deauville, se abrieron primero al turismo aristocrático en el siglo XX, así como al de la clase media posteriormente.

## Segunda Guerra Mundial
Durante la Segunda Guerra Mundial, la actividad naval en el teatro de operaciones europeo se limitó principalmente al Atlántico. En mayo de 1940, en la batalla de Francia, el ejército alemán logró ocupar Boulogne y Calais, amenazando así la línea de retirada de la Fuerza Expedicionaria Británica. En junio del mismo año, tras una dura lucha y debido a la indecisión de los alemanes, el puerto de Dunkerque se mantuvo abierto, permitiendo la evacuación de 338 000 soldados aliados en la Operación Dinamo y otros 192 000 desde puertos situados más al sur de la costa en la Operación Ariel. 
En las primeras fases de la batalla de Inglaterra se produjeron ataques aéreos contra barcos mercantes y puertos en el canal de la Mancha, y hasta el Desembarco de Normandía (a excepción de la Operación Cerberus), sus aguas eran demasiado peligrosas para los grandes buques de guerra. A pesar de estos logros iniciales contra el transporte marítimo, los alemanes no ganaron la supremacía aérea necesaria para la Operación León Marino, la ya prevista invasión de Gran Bretaña a través del canal.
Con posterioridad, el canal se convirtió en el escenario de una intensa guerra costera con presencia de submarinos, dragaminas y lanchas rápidas de ataque.
En Dieppe tuvo lugar un ataque fallido por parte de las fuerzas armadas canadienses y británicas. Más exitosa fue la posterior Operación Overlord, que dio comienzo el llamado Día D, en la que las tropas aliadas llevaron a cabo una masiva invasión de la Francia ocupada por los alemanes. Caen, Cherburgo, Carentan, Falaise y otras ciudades normandas sufrieron numerosas bajas en la lucha por la región, que continuó hasta el cierre de la llamada Bolsa de Falaise entre Chambois y Montormel, seguida de la liberación de El Havre.
Como parte del Muro atlántico, las tropas de ocupación alemanas y la Organización Todt construyeron entre 1940 y 1945 fortificaciones a lo largo de la costa de las Islas del Canal, como la torre de observación en Les Landes, Jersey.
Las Islas del Canal eran el único territorio de la Commonwealth ocupado por la Alemania nazi (a excepción de la parte de Egipto ocupada por el Afrika Korps en el momento de la Segunda Batalla de El Alamein, que era un protectorado y no parte de la Commonwealth). Bajo la dura ocupación germana entre 1940 y 1945, algunos residentes de las islas fueron llevados al continente para realizar trabajos forzosos, a la vez que llegaban otros desde Rusia y la Europa del Este para construir fortificaciones, y los judíos fueron enviados a campos de concentración. Surgieron la resistencia partisana, con sus consecuentes represalias, y las acusaciones por colaboracionismo. 
La Royal Navy bloqueaba las islas cada cierto tiempo, en especial tras la liberación de Normandía en 1944. Tras intensas negociaciones se alcanzó un acuerdo para recibir ayuda humanitaria de la Cruz Roja, pero la hambruna y la ausencia de recursos básicos continuaron durante la ocupación, en particular en los últimos meses, cuando la población estaba al borde de la inanición. Las tropas alemanas de las islas se rindieron el 9 de mayo de 1945, días después de la rendición final en el continente europeo.

## Tráfico marítimo
El canal de la Mancha es zona de paso para las rutas entre el Reino Unido y Europa, y entre el océano Atlántico y el mar del Norte, lo que lo convierte, con más de quinientos barcos al día, en la vía marítima más transitada del mundo.
A raíz de un accidente ocurrido en enero de 1971 y una serie de catastróficas colisiones con los restos del naufragio en febrero de ese mismo año, la Organización Marítima Internacional (OMI) puso en marcha el primer dispositivo de separación de tráfico (DTS), controlado por radar, en la ruta de Dover. En consecuencia, el canal quedó dividido en dos vías, con una distancia de separación, y se estableció que las embarcaciones que se dirigiesen al norte navegasen por la ruta francesa y las que fuesen al sur, por la inglesa.
En diciembre de 2002, el carguero noruego Tricolor naufragó a 32 kilómetros al noroeste de Dunkerque tras colisionar a causa de la niebla con el portacontenedores Kariba. El accidente supuso la pérdida de un cargamento de coches de lujo valorado en varios millones de euros. Al día siguiente, el buque de carga Nicola chocó con los restos, sin que hubiese víctimas mortales.
El sistema de largo alcance LRIT (Long-Range Identification and Tracking) que controla el tráfico desde la costa, se actualizó en 2003, y hoy en día está en funcionamiento una serie de DTS que, aunque no alcanzan los niveles de seguridad conseguidos por sistemas de tráfico aéreo como el sistema de alerta de tráfico y evasión de colisión (TCAS), han logrado reducir la media de accidentes a uno o dos por año.
Los sistemas GPS marítimos permiten programar los barcos para que sigan canales de navegación de un modo preciso y automático, lo que evita el riesgo de encallar. Sin embargo, según un boletín informativo publicado por la División de Investigación de Accidentes Marítimos del Reino Unido (MAIB), los sistemas GPS, junto con una serie de circunstancias excepcionales, podrían haber contribuido a que se produjese el 9 de octubre de 2001 el fatal accidente entre los barcos Dutch Aquamarine y Ash. Ambos seguían un rumbo automatizado muy preciso, navegando uno justo detrás del otro en lugar de usar toda la anchura del canal como habría hecho un piloto humano. El carguero Ash, que llevaba bobinas de acero, fue alcanzado por el buque químico sobre la aleta de estribor y capotó sobre dicha banda. 
Otro incidente fue el que llevó al buque mercante Willy, en enero de 2002, a que se encallara en la bahía de Cawsand, Cornualles. Una serie de dificultades técnicas, tales como problemas del radar en la supervisión de las áreas cercanas a los acantilados, un fallo en el sistema CCTV, un mal funcionamiento del ancla, la incapacidad de la tripulación de seguir los procedimientos normales de uso del GPS para proporcionar una alerta temprana del arrastre del ancla y la reticencia a admitir el error y poner en marcha el motor contribuyeron al incidente. El informe de la MAIB aclara que fueron testigos del suceso los que informaron a los controladores portuarios del desastre acaecido antes de que la tripulación se percatara. El pueblo costero de Kingsand tuvo que ser evacuado durante tres días a causa del riesgo de explosión, y el barco permaneció varado durante once días.

## El desafío de cruzar el canal

#### A nado
Matthew Webb quien inició su carrera como nadador de distancia en grandes eventos públicos, como los 29 kilómetros a nado por el río Támesis, en 1875, ese mismo año, se convirtió en la primera persona conocida en cruzar nadando el canal de la Mancha.
A fines del siglo XIX y principios del XX, cruzar a nado el canal de la Mancha se consideraba una de las pruebas de resistencia más difíciles del mundo. Para 1923, solo cinco hombres lo habían conseguido, y muchos pensaban que sólo un hombre podía hacerlo. Eso cambió el 6 de agosto de 1926, cuando Gertrude Ederle nadó los 33 kilómetros entre Francia e Inglaterra. Y con un tiempo de 14 horas y media, también superó en dos horas el récord varonil.
En 1950 Antonio Abertondo se convertía en el primer argentino en cruzar el canal de la Mancha nadando. Esa no fue la única proeza de Abertondo: cruzó el estrecho de Gibraltar ese mismo año y en 1961 unió de ida y vuelta el canal de la Mancha, hazaña que sólo pudieron emular desde ese momento 18 nadadores.
El 3 de noviembre de 2016, el nadador británico Howard James cruzó el canal de la Mancha por la noche en 11 horas y 38 minutos. Fue un nuevo récord al cruzarlo a una hora más tardía que nadie, superando la anterior plusmarca que estaba en poder de Mike Reed desde 1979. James estaba casi a punto de conseguirlo en solo 10 horas, pero cerca de Francia cambió la marea y fue arrastrado por esta hacia el norte, lejos de Cap Griz Nez. “Se estaba moviendo más rápido de lo que yo pensaba”, recuerda.
El récord actual de nado más rápido lo posee el australiano Trent Grimsey desde 2012 al completar la travesía en 6 horas y 55 minutos.

#### Por aire
Louis Blériot con el Blériot XI, un monoplano con un motor Anzani de 25 CV realizó el primer viaje aéreo sobre el Canal de la Mancha el 25 de julio de 1909. La importancia de esta aventura no fue tanto la velocidad ni la distancia sino el hecho de que por primera vez se cruzaba en avión, un estrecho marino entre dos territorios.7 Esto hizo preocuparse a Inglaterra porque se sintió vulnerable ante un ataque aéreo.4
El cruce del Canal por aire suele ser complicado por las condiciones climáticas. El futbolista Emiliano Sala, por ejemplo, pereció en un accidente aéreo durante uno de esos cruces por aire, debido en principio a un engelamiento del motor y envenenamiento por monóxido de carbono.
En 2003, Felix Baumgartner logró un cruce mediante un 'vuelo' de caída libre a través de los 35 kilómetros de ancho del Canal, con un ala de fibra de carbono especialmente diseñada, un tanque de oxígeno y un paracaídas atado a su espalda, partiendo desde un avión a una altitud de 9,750 m sobre Dover.
En agosto de 2019 el francés Franky Zapata logró cruzar el Canal en dos pasos, repostando a mitad de camino, mediante una plataforma motorizada similar a una patineta pero con impulsores jet. Había hecho un intento en el mes de julio pero fracasó por la intensa marejada que le impidió hacer la parada de repostaje.

#### En kitesurf
En 2012, Richard Branson logró cruzar el canal de la Mancha haciendo kitesurfing, junto a su hijo Sam, este último tiene el récord de la travesía más rápida en kitesurf. El kitesurfer profesional francés Bruno Sroka también logró cubrir el paso de Francia a Irlanda, en 2013.

#### En velero
En febrero del 2005, el velero l’Hydroptère batió el récord del cruce del canal de la Mancha en velero al unir Douvres (Reino Unido) con Calais (Francia) en 34 minutos y 24 segundos, a una media de 33 nudos.
Con solo 12 años, el navegador francés Tom Goron estableció el 4 de julio de 2018 un nuevo récord en el cruce del Canal de la Mancha en solitario en Optimist, con un tiempo de 14 horas y 20 minutos, constató un fotógrafo de la AFP. Batió el récord anterior, establecido en 2016 por Violette Dorange, entonces de 15 años, que tardó 14 horas y 56 minutos.

## El Eurotúnel
En la actualidad, muchas personas cruzan el canal de la Mancha por el "Eurotúnel" o "Túnel del Canal". Esta enorme proeza de ingeniería, propuesta por primera vez por Napoleón, conecta la isla británica con el continente por ferrocarril.
En la actualidad es corriente viajar entre París, Bruselas y Londres sin necesidad de cambiar de tren, en el Eurostar.